# Kędzierzyn-Koźle
Kędzierzyn-Koźle [kɛnˈd͡ʑɛʐɨn ˈkɔʑlɛ] es una ciudad en el este de Polonia con 64 219 habitantes, situada en el voivodato de Opole. Es la sede del condado de Kędzierzyn-Koźle. Es la tercera ciudad más poblada del voivodato, tras Opole y Nysa. Su área metropolitana tiene más de 102 128 habitantes.

## Historia
El origen de Kędzierzyn-Koźle se remonta a 1104, cuando se creó en torno a una fortaleza construida por la dinastía Piast un pueblo bautizado como Koźle. El primer escrito acerca de la aldea indicaba que un príncipe de los Premislidas se había sitiado en el castillo cuando estaba siendo perseguido por Svatopluk de Bohemia.
Koźle perteneció entre 1138 al Ducado de Silesia, y posteriormente al Ducado de Racibórz de Alta Silesia en 1172. En 1293, Koźle recibió el título de ciudad, y también fue amurallada. La localidad fue durante mucho tiempo parte del Reino de Bohemia, siendo una de las principales ciudades del estado.
Una vez el pueblo adquirido por el duque de Opole Jan II el Bueno en 1509, Koźle se incorporó a las Tierras de la Corona de Bohemia. Dentro de la casa de los Habsburgo, la fortaleza de la ciudad fue sitiada varias veces durante la Guerra de los Treinta Años y ocupada por las tropas danesas bajo el mando del duque Juan Ernesto I de Sajonia-Weimar en 1627, antes de que fueran derrotados por las fuerzas imperiales bajo la dirección de Albrecht von Wallenstein.
Por otro lado, la localidad de Kędzierzyn fue fundada como villa en el siglo XIII. Durante la Segunda Guerra Mundial, el próximo pueblo de Sławięcice (en alemán: Slawentziz), junto con Kędzierzyn, fue la ubicación de dos campamentos para prisioneros de guerra. En los años posteriores a la Segunda Guerra Mundial, la mayoría de la población de la zona, de origen alemán, fue expulsada a la fuerza y sus bienes fueron expropiados. La zona fue repoblada por los polacos étnicos, algunos de los cuales vinieron de los antiguos territorios orientales de Polonia.
En 1954, las localidades de Kędzierzyn y de Koźle se unieron para crear una única ciudad: Kędzierzyn-Koźle.

## Deportes
- ZAKSA Kędzierzyn-Koźle, equipo de voleibol de la PlusLiga.
- Chemik Kędzierzyn-Koźle, equipo de fútbol que milita en la III Liga.

## Ciudades hermanadas
- Racibórz (Polonia)
- Héricourt (Francia)
- Jonava (Lituania)
- Kalush (Ucrania)
- Grand-Charmont (Francia)
- Přerov (República Checa)